# 4ever (The Veronicas)
4ever è il primo singolo del duo musicale australiano The Veronicas, pubblicato il 15 agosto 2005 come primo estratto dal primo album in studio The Secret Life of....

## Descrizione
Scritto e prodotto da Max Martin e Dr. Luke, è stato estratto come primo singolo australiano dal disco di debutto del duo, The Secret Life of..., mentre in altri mercati, come nel Regno Unito e in Irlanda, è stato lanciato come secondo singolo alla fine dell'estate 2009, in una versione nuovamente registrata, venendo inserito nell'edizione britannica dell'album Hook Me Up, secondo lavoro in studio delle The Veronicas.
In un'intervista per il sito Digital Spy, Lisa Origliasso ha affermato:
A proposito della versione registrata nel 2009, in una dichiarazione alla stampa Jessica Origliasso ha annunciato:

## Video musicale
Per il lancio del singolo sono stati realizzati tre video musicali del brano. Per la distribuzione del singolo nel 2005, sono stati realizzati due video: uno per il mercato australiano e l'altro per quello degli Stati Uniti. In seguito, nel 2009, le due hanno realizzato un nuovo video per il lancio del singolo in Regno Unito.
Versione australiana
Il primo video che ha lanciato le due sorelle in Australia è stato realizzato a Sun Valley nel 2005, e si concentra sulle due cantanti che si divertono a un party clandestino organizzato in una grande piscina pensile nella quale si tuffano vestite e rimorchiano ragazzi in costume. In una scena le due cantanti si contendono un ragazzo che poi si sdoppia in due gemelli. Il primo video di 4ever ha valso alle artiste il premio al Video dell'anno agli MTV Australia Awards.
Versione statunitense
Il video di 4ever per il mercato statunitense ha per protagoniste le due sorelle che girano le strade della città in macchina e si divertono nelle camere di un resort. In Australia ha sostituito la versione precedente del video tra la fine di settembre e inizio ottobre 2005 per ragioni sconosciute.
Versione britannica
Il 1º luglio 2009, Jessica Origliasso ha annunciato sulla sua pagina Twitter che avrebbe realizzato un nuovo video del brano a Los Angeles il 2 luglio 2009. Il video per il lancio del singolo in Regno Unito è stato diretto dal fotografo Kenneth Cappello che le due sorelle avevano incontrato durante un servizio fotografico per la serie Styl'd di MTV.

## Esibizioni dal vivo
Le due sorelle hanno cantato il brano in numerosi programmi televisivi tra cui Sunrise, Today, Live at the Chapel, TRL in Italia e Australia, CD:USA e in una performance live durante la NRL Grand Final 2005. Il duo ha cantato anche rivisitazioni live del brano alle Sessions@AOL, che sono state raccolte con l'uscita degli EP AOL Session Live e MTV.com Live. Nel 2009 hanno cantato il brano in una sessione per BBC Radio 1's Live Lounge Show.

## Tracce
CD single
1. 4ever – 3:30
2. How Long – 3:52
3. Did Ya Think – 2:45

Digital download EP
(20 dicembre 2005)
1. 4ever (Claude Le Gache extended edit) – 4:54
2. 4ever (Morel's Pink Noise edit) – 4:57
3. 4ever (E Smoove club edit) – 4:57
4. 4ever (Lex PCH club edit) – 4:53
5. 4ever (Mac Quayle Break edit) – 4:55

2009 digital download EP
1. 4ever – 3:29
2. 4ever (Jason Nevins remix) – 7:27
3. 4ever (Cicada remix) – 6:12

## Successo commerciale
4ever è stato prima lanciato in Australia il 15 agosto 2005, giungendo nella ARIA Charts alla numero due della classifica il 6 novembre 2005. Con il brano le due artiste hanno vinto un disco di platino ceduto dalla Australian Recording Industry Association per le oltre 75 000 copie vendute. Il singolo ha lanciato le The Veronicas anche in Nuova Zelanda, in cui sono arrivate alla numero sette.
Negli Stati Uniti ha riscosso un buon successo nella Hot Dance Club Play, arrivando alla numero venti nella settimana del 17 dicembre 2005. Tuttavia, il singolo non è entrato nella Hot 100, toccando nel 2006 solo la posizione numero 12 della Bubbling Under Hot 100.
Il singolo ha riscosso un discreto successo in Europa, raggiungendo la top quaranta in alcuni Paesi, tra cui Austria, Germania, Italia e Svizzera. È inoltre entrato  nella top venti in Irlanda e nel Regno Unito, dove ha debuttato alla numero 17 della Official Singles Chart.

## Classifiche

### Classifiche settimanali
| Classifica (2005-09) | Posizione massima |
| -------------------- | ----------------- |
| Australia            | 2                 |
| Austria              | 23                |
| Belgio (Fiandre)     | 26                |
| Germania             | 29                |
| Irlanda              | 20                |
| Italia               | 42                |
| Nuova Zelanda        | 7                 |
| Paesi Bassi          | 83                |
| Regno Unito          | 17                |
| Stati Uniti          | 112               |
| Stati Uniti (dance)  | 20                |
| Stati Uniti (pop)    | 88                |
| Svizzera             | 26                |

### Classifiche di fine anno
| Classifica (2005) | Posizione |
| ----------------- | --------- |
| Australia         | 15        |
| Nuova Zelanda     | 47        |

## Date di pubblicazione
| Paese       | Data                           | Etichetta    | Formato              |
| ----------- | ------------------------------ | ------------ | -------------------- |
| Australia   | 15 agosto 2005                 | Sire Records | CD                   |
| Stati Uniti | 30 agosto 2005                 | Sire         | Airplay              |
| Regno Unito | 28 settembre 2009              | Sire         | Download digitale/CD |
| Stati Uniti | 26 ottobre 2009 (2009 Version) | Warner Bros. | Airplay              |
| Stati Uniti | 3 novembre 2009 (2009 Version) | Warner Bros. | Download digitale    |